# Sidi Slimane
Sidi Slimane är en stad i Marocko och är belägen i provinsen med samma namn som är en del av regionen Rabat-Salé-Kénitra. Folkmängden uppgick till 92 989 invånare vid folkräkningen 2014.